# Lachlania abnormis
Lachlania abnormis is een haft uit de familie Oligoneuriidae. De wetenschappelijke naam van de soort is voor het eerst geldig gepubliceerd in 1868 door Hagen.
De soort komt voor in het Neotropisch gebied.